# Гејнсвил (Њујорк)
Гејнсвил (енгл. Gainesville) град је у америчкој савезној држави Њујорк.

## Демографија
По попису из 2010. године број становника је 229, што је 75 (-24,7%) становника мање него 2000. године.
| Група             | 2000.       | 2010.       |
| Белци             | 301 (99,0%) | 226 (98,7%) |
| Афроамериканци    | 0 (0,0%)    | 0 (0,0%)    |
| Азијати           | 1 (0,3%)    | 0 (0,0%)    |
| Хиспаноамериканци | 2 (0,7%)    | 2 (0,9%)    |
| Укупно            | 304         | 229         |